# Réduflation
Ne doit pas être confondu avec la rabaiflation (en anglais, cheapflation).
La réduflation (shrinkflation en anglais) est une stratégie commerciale par laquelle, alors que la quantité de produit contenue dans un bien diminue, le prix du bien est stable voire augmente. Seules les références à un élément stable (prix au kilogramme, ou au litre, par exemple) permettent de s'en rendre compte.

## Histoire
Le terme « réduflation » est un mot-valise formé à partir des mots réduction et inflation, sur le modèle de l'anglais shrinkflation. Si l'origine de ce dernier est inconnue, il  semble avoir été popularisé au début des années 2000.
Toutefois, les exemples empiriques abondent depuis les années 2000 dans le monde.
En France, la Coca-Cola Company a fait baisser en 2018 le nombre de décilitres dans leurs bouteilles de Coca-Cola de 20 %, en faisant augmenter les prix, dans le but de compenser la taxe soda mise en place.
Le phénomène touche également fortement le Japon, dans un contexte de ralentissement économique et de yen faible, qui réduit les marges bénéficiaires des entreprises. Ces dernières, au lieu d'augmenter les prix, réduisent les portions. Du fait de l'augmentation de 50 % du cours du cacao en 2014, la tablette de chocolat Meiji passe de 55 à 50 grammes la même année, avec un maintien du prix (105 yens).
Le magazine Nouvel Économiste analyse la montée de la réduflation au Royaume-Uni comme une conséquence indirecte du Brexit, qui a fait plonger la livre sterling et a réduit les marges des entreprises. Plutôt que de relever les prix, ce qui aurait pu faire baisser la demande de ces biens, les entreprises ont préféré fait baisser la quantité de leurs biens en maintenant le prix identique, compensant ainsi les pertes économiques anticipées. Le Toblerone a ainsi été modifié de sorte à contenir moins de triangles de chocolat.
Le sujet prenant de l'ampleur au Royaume-Uni dans les années 2010, l'Office national de la statistique du pays effectue chaque année une étude sur le phénomène de réduflation. L'étude de l'année 2016 révèle qu'il n'y a pas d'accélération particulière du phénomène après le Brexit, tout en évoquant une possible accélération du phénomène dans les années à venir pour compenser les pertes économiques liées à la sortie du marché commun. Cette accélération se produit durant l'année suivante, 
Les bad buzz causés par les réduflations discrètes ont conduit certaines entreprises à préférer annoncer publiquement leurs mesures de réduflation aux consommateurs. C'est ainsi que Cadbury, qui contrôle plus 50 % du marché australien du chocolat, a annoncé à ses clients par l'intermédiaire des réseaux sociaux que leur tablette de chocolat basique passerait de 250 à 220 grammes, sans baisse du prix.
En 2022, à cause de l'inflation liée à la hausse des coûts de production, certains produits sont concernés par la réduflation en France, d'après l'association Foodwatch. L'association pointe au départ une dizaine de marques ; il s'agirait notamment de l'eau Salvetat, des sirops Teisseire, du fromage Kiri ou encore des chocolats Les Pyrénéens de Lindt,. Faisant suite à l'enquête de Foodwatch, une centaine de produits se voient mis en avant pour la même tendance réductrice.
En fait, si ce phénomène touche depuis des années une large gamme de produits, il est renforcé cette année-là par le coût du transport et de l'énergie, des emballages ou le cours des matières premières. 
Bien que cette pratique soit dénoncée par des associations et des consommateurs, la réduflation est légale ; par contre, le « manque de transparence vis-à-vis du consommateur » est souligné,. Plusieurs enseignes ont recours, en France, au name and shame en 2023, notamment pour dénoncer les pratiques de Findus, PepsiCo, Unilever.
Le 28 juin 2024, un arrêté visant à informer les consommateurs de cette pratique est publié. Il contraint les commerçants à indiquer, sur les produits concernés, une réduction de « la quantité nominale constante », et ce dès le 1er juillet 2024, pour une durée de 2 mois suivant la réduction effective de la quantité de produit vendue.

## Statistiques

### Typologie des biens
Peu de statistiques précises sur le phénomène existent en-dehors des études menées par l'Office national de la statistique du Royaume-Uni. L'étude pluriannuelle portant sur l'évolution des années 2015 à 2017 montre que les produits les plus fréquemment touchés sont le pain et les céréales, suivies des produits de soin, les produits sucrés et la viande.

### Conséquence de la baisse de la quantité
Dans une partie de leur étude portant sur un panier de 758 biens représentatifs pour lesquels une réduction du contenu a eu lieu, dans 519 cas le prix n'a pas été modifié, et dans 110 cas il a augmenté. Dans 129 cas uniquement (17 %), le prix a baissé. Dans certains cas, la composition  ou les ingrédients changent, afin de faire chuter le poids sans réduction du volume.

## Autres utilisations
Le terme « réduflation » a été étendu au marché immobilier pour désigner le phénomène d'augmentation du prix au mètre carré lors de la division d'appartements en plusieurs petits appartements.
Il a parfois été utilisé en macroéconomie, pour qualifier une économie dont le produit intérieur brut diminue en même temps que les prix augmentent. On trouve des utilisations de ce terme en macroéconomie depuis au moins les années 1980.